# Acido tricosilico
L'acido tricosilico o tricosanoico  è un acido grasso saturo con 23 atomi di carbonio. 
La sua notazione delta è: 23:0.
Come la maggior parte degli acidi grassi saturi lineari con un numero dispari di atomi carbonio, l'acido tricosanoico si presenta raramente e a basse concentrazioni in natura. La sua presenza è comunque stata rilevata nei gliceridi, cere o fosfolipidi vegetali o animali da molte ricerche.
In natura può essere individuato:
- nei gliceridi degli oli vegetali di:  Mangifera indica (≈ 2,8%)[1], Halophila spinulosa (≈ 1,4%)[2], Phalaenopsis sp.  (≈ 1,4%)[3],  Olea europaea (≈ 0,9%).[4][5]
- negli esteri cerosi dell'olio di jojoba[6], dell'olio di mais[7], delle cere cuticolari delle foglie di ulivo o di Sonneratia alba (≈25,4%).[8]
- nei lipidi cutanei, specialmente ceramidi, dell'uomo e del maiale[9] e tra gli acidi grassi plasmatici o serici dell'uomo.[10]
- negli oli di alcuni pesci:  Chiloscyllium griseum (≈2,7%), Paramonacanthus nipponensis (≈ 3,2%), Gymnothorax favagineus (≈2,5%), Dasyatis zugei (≈1,1%).[11]
- in varie specie di funghi.[12][13]